# 卡梅洛·罗夫莱多
卡梅洛·罗夫莱多（西班牙語：Carmelo Robledo，1912年7月13日—1981年），阿根廷男子拳击运动员。他曾代表阿根廷参加1928年和1932年夏季奥林匹克运动会拳击比赛，获得一枚金牌。